# Matt Johnson (ishockeyspelare)
Matthew "Matt" Johnson, född 23 november 1975, är en kanadensisk före detta professionell ishockeyforward som tillbringade tio säsonger i den nordamerikanska ishockeyligan National Hockey League (NHL), där han spelade för Los Angeles Kings, Atlanta Thrashers och Minnesota Wild. Han producerade 43 poäng (23 mål och 20 assists) samt drog på sig 1 523 utvisningsminuter på 473 grundspelsmatcher.
Johnson spelade även för Phoenix Roadrunners i International Hockey League (IHL) och Peterborough Petes i Ontario Hockey League (OHL).
Han draftades av Los Angeles Kings i andra rundan i 1994 års draft som 33:e spelare totalt.
I december 2017 avslöjade den kanadensiska sportkanalen The Sports Network (TSN) att Johnson levde som hemlös i Kalifornien i USA. Hans förra lagkamrat Jamie Storr berättade att Johnson hade bott och arbetat för Storr och dennes familj under omgångar. Hans före detta finansiella rådgivare Scott Bye sa att sista gången han pratade med Johnson var i november och då sa Johnson att han bodde på stranden i Santa Monica. Johnson tros lida av psykisk störning och har inte sett sina föräldrar sen 2006 när han blev tvingad att uppsöka rehab för sina besvär. Det framkom också att sedan 1998 har han varit beroende av smärtstillande läkemedel, narkotika och alkohol på grund av alla skador han har fått under sin ishockeykarriär.

## Statistik
| 1991–1992  | Welland Aerostars   | GHL        | 38  | 6  | 19 | 25 | 214  | —  | — | — | — | —  |
|            | Ajax Axemen         | COJHL      | 1   | 0  | 0  | 0  | 0    | —  | — | — | — | —  |
| 1992–1993  | Peterborough Petes  | OHL        | 66  | 8  | 17 | 25 | 211  | 16 | 1 | 1 | 2 | 56 |
| 1993–1994  | Peterborough Petes  | OHL        | 50  | 13 | 24 | 37 | 233  | —  | — | — | — | —  |
| 1994–1995  | Los Angeles Kings   | NHL        | 14  | 1  | 0  | 1  | 102  | —  | — | — | — | —  |
|            | Peterborough Petes  | OHL        | 14  | 1  | 2  | 3  | 43   | —  | — | — | — | —  |
| 1995–1996  | Los Angeles Kings   | NHL        | 1   | 0  | 0  | 0  | 5    | —  | — | — | — | —  |
|            | Phoenix Roadrunners | IHL        | 29  | 4  | 4  | 8  | 87   | —  | — | — | — | —  |
| 1996–1997  | Los Angeles Kings   | NHL        | 52  | 1  | 3  | 4  | 194  | —  | — | — | — | —  |
| 1997–1998  | Los Angeles Kings   | NHL        | 66  | 2  | 4  | 6  | 249  | 4  | 0 | 0 | 0 | 6  |
| 1998–1999  | Los Angeles Kings   | NHL        | 49  | 2  | 1  | 3  | 131  | —  | — | — | — | —  |
| 1999–2000  | Atlanta Thrashers   | NHL        | 64  | 2  | 5  | 7  | 144  | —  | — | — | — | —  |
| 2000–2001  | Minnesota Wild      | NHL        | 50  | 1  | 1  | 2  | 137  | —  | — | — | — | —  |
| 2001–2002  | Minnesota Wild      | NHL        | 60  | 4  | 0  | 4  | 183  | —  | — | — | — | —  |
| 2002–2003  | Minnesota Wild      | NHL        | 60  | 3  | 5  | 8  | 201  | 12 | 0 | 0 | 0 | 25 |
| 2003–2004  | Minnesota Wild      | NHL        | 57  | 7  | 1  | 8  | 177  | —  | — | — | — | —  |
| NHL totalt | NHL totalt          | NHL totalt | 473 | 23 | 20 | 43 | 1523 | 16 | 0 | 0 | 0 | 31 |
| OHL total  | OHL total           | OHL total  | 130 | 22 | 43 | 65 | 487  | 16 | 1 | 1 | 2 | 56 |